# Conus regularis
Conus regularis är en snäckart som beskrevs av Sowerby 1833. Conus regularis ingår i släktet Conus och familjen kägelsnäckor. Inga underarter finns listade i Catalogue of Life.

## Bildgalleri

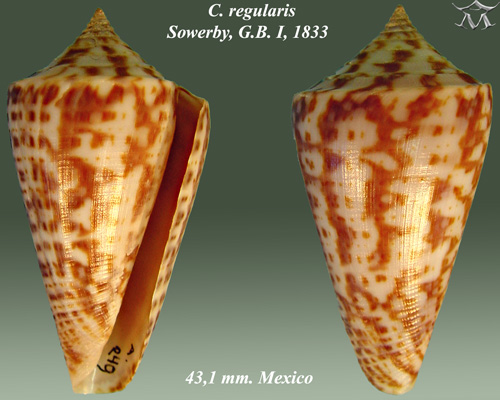
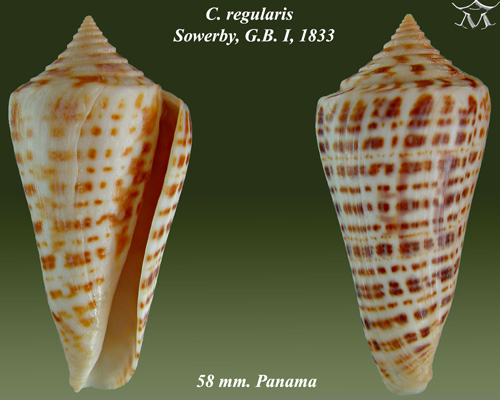